# Bosnian Rainbows
Bosnian Rainbows est un groupe d'art rock et rock alternatif américain, originaire d'El Paso, au Texas. Il est formé en 2012, et composé d'anciens membres de The Mars Volta dont Omar Rodríguez-López et Deantoni Parks, sont aussi présents à leurs côtés la chanteuse du groupe Le Butcherettes, Teri Gender Bender, et Nicci Kasper.

## Histoire
En mars 2012, The Mars Volta publie son sixième album studio nommé Noctourniquet, après une longue période d'enregistrement qui a duré trois ans. Seules 19 dates de tournée ont été annoncées pour l'album, dont 18 en Europe et une en Israël. Une fois la tournée achevée, Rodríguez-López retourne dans sa ville natale à El Paso, au Texas, pour ensuite former Bosnian Rainbows avec des collaborateurs fréquents comme Teri Gender Bender, la chanteuse et fondatrice du groupe de garage rock Le Butcherettes ; Parks Deantoni, le batteur du groupe The Mars Volta et Nicci Kasper membre de KUDU,,. En ce qui concerne la conception du groupe, Rodríguez-López déclare : « La solitude et l'ennui me rongeaient ; alors je me suis dit : Bon, changement de plan, je m'y mets et je crée un dialogue : il est temps d'en apprendre plus. »
Rodríguez-López met ensuite The Mars Volta en pause (bien que le groupe se soit dissout quatre mois plus tard) afin de se concentrer sur un projet plus démocratique, en déclarant : « C'est un groupe [...] c'est quelque chose avec lequel je n'avais pas été mêlé depuis 11 ans. The Mars Volta était mon bébé : j'ai créé le groupe ; je l'ai nommé ; je me suis occupé des tournées [...] ça a été reconnu comme « ma famille », pas mon groupe de musique. Je devais m'occuper de tout et j'étais vraiment dur avec tout le monde, pas seulement avec les musiciens. »
Le groupe choisit de réitérer la collaboration avec le studio Clouds Hill Ltd situé à Hambourg, en Allemagne, ce fut aussi le lieu qui servit de base pour leur tournée. Rodríguez-López et Johann Scheerer, le fondateur du studio, se sont rencontrés en 2009 lors d'un enregistrement d'un projet de Johann, nommé « Taka-Takaz ». Pendant les répétitions du groupe Bosnian Rainbows, une session en live est enregistrée, puis publiée sur plateformes vinyle et DVD, en coffret édition limitée, sorti en décembre 2012.
Le 23 janvier 2013, le groupe publie son premier single, Torn Maps, sur Soundcloud. Plus tard, le morceau est publié comme single téléchargeable sur le profil Bandcamp du groupe,. Le 12 février 2013, leur second single, Turtle Neck, est publié sur Soundcloud. Leur premier album, éponyme, est publié à l'international au label Clouds Hill Ltd le 25 juin 2013. Après avoir effectué une partie de leur tournée en Europe, ils retournent en studio pour enregistrer leur premier album. L'album est enregistré et produit par Scheerer puis sort au cours du printemps 2013,.
Le 4 octobre 2016, Teri et Omar sont annoncés dans un nouveau groupe appelé Crystal Fairy.

## Membres
- Teri Gender Bender - chant
- Omar Rodríguez-López - guitare, chœurs, claviers
- Deantoni Parks - batterie, claviers
- Nicci Kasper -  synthétiseurs, claviers

## Discographie

### Albums studio
- 2013 : Bosnian Rainbows

### Singles
- 2013 : Torn Maps
- 2013 : Turtle Neck
- 2013 : Morning Sickness